# Le Pacte de Noël
Pour plus de détails, voir Fiche technique et Distribution.
Le Pacte de Noël (Hitched for the Holidays) est un téléfilm de Noël dramatique et romantique canadien réalisé par Michael Scott, diffusé en 2012.

## Synopsis
New York, à l'approche des fêtes de fin d'année, Rob vient juste de rompre avec sa dernière petite amie en date. Il fait alors une promesse à sa grand-mère malade ; lui présenter sa nouvelle fiancée avant le réveillon de Noël. La maman de Julie joue des pieds et des mains pour voir sa fille renouer avec son ex. Rob et Julie font connaissance sur Internet, ils décident alors de se faire passer pour un couple. Mais la situation ne tarde pas à se compliquer : Julie est juive, Rob quant à lui est issu d'une famille chrétienne…

## Fiche technique
- Titre original : Hitched for the Holidays
- Titre français : Le Pacte de Noël
- Réalisation : Michael Scott
- Scénario : Gary Goldstein
- Direction artistique : James Robbins
- Costumes : Ken Shapkin
- Photographie : Adam Slinwinski
- Musique : James Jandrisch
- Production : Harvey Kahn
- Sociétés de production : Front Street Pictures ; Hallmark Channel et A Hitching Road Production
- Sociétés de distribution : Hallmark Channel ; TF1 Distribution
- Pays d'origine :  Canada
- Langue originale : anglais
- Format : couleur
- Genre : drame romantique
- Durée : 87 minutes
- Dates de diffusion :
  - États-Unis : 25 novembre 2012 sur Hallmark Channel
  - France : 21 décembre 2013 sur TF1

## Distribution
- Joseph Lawrence : Rob
- Emily Hampshire : Julie
- Marilu Henner : Maxine
- Linda Darlow (VF : Marie-Laure Beneston) : Evie
- Serge Houde : Butch
- L. Harvey Gold : Mel
- Paula Shaw (VF : Cathy Cerdà) : Theresa
- Chris Gauthier : Stevie
- Christina Sicoli : Maria
- Lisa Durupt (VF : Nathalie Bienaimé) : Molly
- Kevin O'Grady : Huck
- Rob LaBelle (sv) : Sam
- Colin Lawrence (en) : Patrick
- Richard Keats (VF : Fabien Jacquelin) : Nolan Bradshaw
- Alison Wandzura : Laura

Source et légende : Version française (VF) sur RS Doublage.

## Tournage
Le réalisateur et l’équipe du tournage filment les scènes en Colombie-Britannique au Canada, précisément dans le village de Fort-Langley dans le district de Langley, à Maple Ridge et à Pitt Meadows du Grand Vancouver.

## Nominations
- Canadian Cinema Editors 2013 : Meilleur montage à la télévision ou aux mini-séries
- Leo Awards 2013 : Meilleure réalisation du téléfilm